# Henrik Lindström
Hans Henrik Lindström, född 22 maj 1959 i Eskilstuna, är en svensk historiker och gymnasielärare i historia, psykologi och samhällskunskap.
Lindström har som historiker främst specialiserat sig på Sveriges äldre historia. Tillsammans med brodern Fredrik Lindström har han skrivit Svitjods undergång (2006), där historikerns och språkvetarens analyser av det svenska 1200-talet kompletterar varandra. Boken belönades med utmärkelsen Årets bok om svensk historia av Nättidningen Svensk Historias läsare 2006.